# Timur Mucurajew
Timur Chamzatowicz Mucurajew (czecz. Муцурай ХIамзат-кIант Темур, ros. Тимур Хамзатович Муцураев, ur. 25 lipca 1976 w Groznym) – czeczeński bard. 

## Życiorys
Autor i wykonawca pieśni, które odnoszą się do konfliktu rosyjsko-czeczeńskiego na Kaukazie. Timur Mucurajew posiada charakterystyczny tembr głosu z rozpoznawalną wibracją orientalną. Śpiewa w języku rosyjskim.
W wieku 15 lat został mistrzem Czeczeni i Inguszetii w karate, zaś 2 lata później podobny sukces uzyskał w skali Federacji Rosyjskiej. Dalszą karierę sportową przerwała w 1994 r. wojna rosyjsko-czeczeńska. Przystąpił do czeczeńskiego ruchu oporu, a w trakcie walk na tzw. froncie centralnym został ranny. Zaczął śpiewać podczas rekonwalescencji.
W twórczości Mucurajewa dominują odwołania do islamu, dżihadu, niepodległości Czeczenii. Znaczna część pieśni poświęcona jest konkretnym partyzantom, którzy zginęli podczas wojen czeczeńskich.
Do najbardziej znanych jego pieśni należą: Grozny znana także jako Miasto Grozny (Грозный, Город Грозный!) oraz Jeruzalem (Иерусалим). Do tej pory wydano kilka jego albumów. W Polsce w 2004 r. ukazała się płyta "The Best of Timur Mutsuraev" oraz płyty "Gelayevsky Specnaz", "Edinobozhe", "Dzhohar" oraz "Dvenatsat Tisyach Mudzhahedinov" wydane przez Komitet Wolny Kaukaz.
W Polsce nagrania jego rozprowadzane są przez aktywistów pro-czeczeńskich i anarchistycznych, a zysk z nich zasila pomoc dla uchodźców z Czeczenii.
W czerwcu 2008 Mucurajew powrócił do Czeczenii za zgodą Kadyrowa.